# Show Time (chanson d'AAA)
Singles de AAA
Love
(2014) Wake Up!
(2014)
Show Time est le 40e single du groupe AAA sorti sous le label Avex Trax le 26 mars 2014 au Japon. 

## Liste des titres
| 1. | Show Time                |  |
| 2. | Circle                   |  |
| 3. | Show Time (Instrumental) |  |
| 4. | Circle (Instrumental)    |  |

| 1. | Show Time (Clip Vidéo)           |  |
| 2. | Show Time (Making Of)            |  |
| 3. | AAA New Year Party 2014 (Making) |  |

| 1. | Show Time                                   |  |
| 2. | Circle                                      |  |
| 3. | Think about AAA 8th Anniversary ~season 33~ |  |
| 4. | Think about AAA 8th Anniversary ~season 34~ |  |